# Polydesmus zebratus
Polydesmus zebratus är en mångfotingart som beskrevs av Paul Gervais. Polydesmus zebratus ingår i släktet Polydesmus och familjen plattdubbelfotingar. Inga underarter finns listade i Catalogue of Life.